# دالاس سميث
دالاس سميث هو لاعب هوكي الجليد كندي، ولد في 10 أكتوبر 1941 في Hamiota, Manitoba ‏ في كندا.

## وصلات خارجية
- دالاس سميث على موقع دوري الهوكي الوطني (الإنجليزية)
- دالاس سميث على موقع قاعة مشاهير الهوكي (لاعب أن.إتش.أل) (الإنجليزية)
- دالاس سميث على موقع EliteProspects.com (الإنجليزية)
- دالاس سميث على موقع HockeyDB.com (الإنجليزية)
- دالاس سميث على موقع Hockey-Reference.com (الإنجليزية)